# 킬리만자로 (2000년 영화)
"킬리만자로"는 2000년에 개봉한 대한민국의 영화이다.

## 캐스팅
- 박신양 : 해식 / 해철 역
- 안성기 : 번개 역
- 정은표 : 중사 역
- 최선중 : 전도사 역
- 김승철 : 종두 역
- 김기천 : 창희 역
- 추귀정 : 영란 역
- 사현진 : 미스 김 역
- 박원상 : 광한 역
- 우현주 : 해철 부인 역
- 김석 : 번개 아들 역
- 기주봉 : 양복 역
- 박철민 : 반장 역
- 김준배 : 김 형사 역
- 정석용 : 스카프 역
- 임진택 : 이 중사 역
- 신범식 : 박 경장 역
- 김영 : 지팡이 노인 역

## 수상
- 2001년 제38회 대종상
  - 남우조연상 - 정은표